# Куанов, Есет Советович
Есет Советович Куанов (род. 8 августа 1992, Актюбинск) — казахский самбист и дзюдоист, победитель розыгрышей Кубка Азии по дзюдо, призёр чемпионата Азии по самбо, победитель и призёр розыгрышей Кубка мира по самбо, чемпион и призёр чемпионатов мира по самбо. Начал заниматься самбо в десять лет. Выступает в лёгкой весовой категории (до 62 кг).

## Награды
- Почётный знак «За заслуги в развитии физической культуры, спорта и туризма» (21 ноября 2019 года, Межпарламентская ассамблея СНГ) — за значительный вклад в развитие физической культуры, спорта и туризма в государствах — участниках Содружества Независимых Государств, реализацию идей сотрудничества в сфере физической культуры, спорта и туризма[1].